# Скрытоглав шелковистый
Скрытоглав шелковистый, или скрытоглав зелёный (лат. Cryptocephalus sericeus) — вид листоедов (Chrysomelidae) из подсемейства скрытоглавов (Cryptocephalinae). Распространение: Европа, от Сибири на восток до северо-запада Китая.

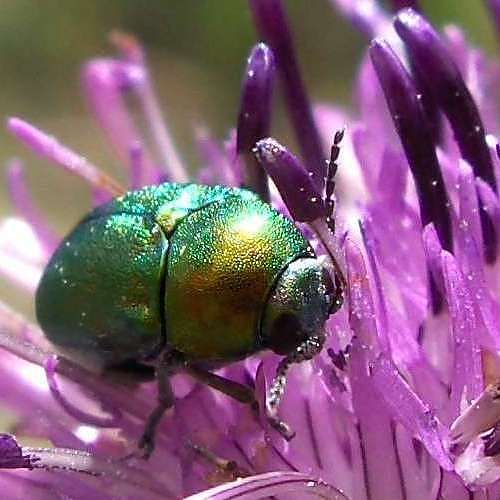
Cryptocephalus sericeus

## Подвиды и вариетет
- Подвид: Cryptocephalus sericeus intrusus Weise, 1882
- Подвид: Cryptocephalus sericeus sericeus (Linnaeus, 1758)
  - Вариетет: Cryptocephalus sericeus sericeus var. coeruleus Weise — надкрылья, голова и переднеспинка ярко-синего цвета
  - Вариетет: Cryptocephalus sericeus sericeus var. pratorum Suffrian
  - Вариетет: Cryptocephalus sericeus sericeus var. purpurascens Weise — надкрылья, голова и переднеспинка медного цвета
- Подвид: Cryptocephalus sericeus zambanellus Marseul, 1875